# Benetice (Světlá nad Sázavou)
Pour les articles homonymes, voir Benetice.

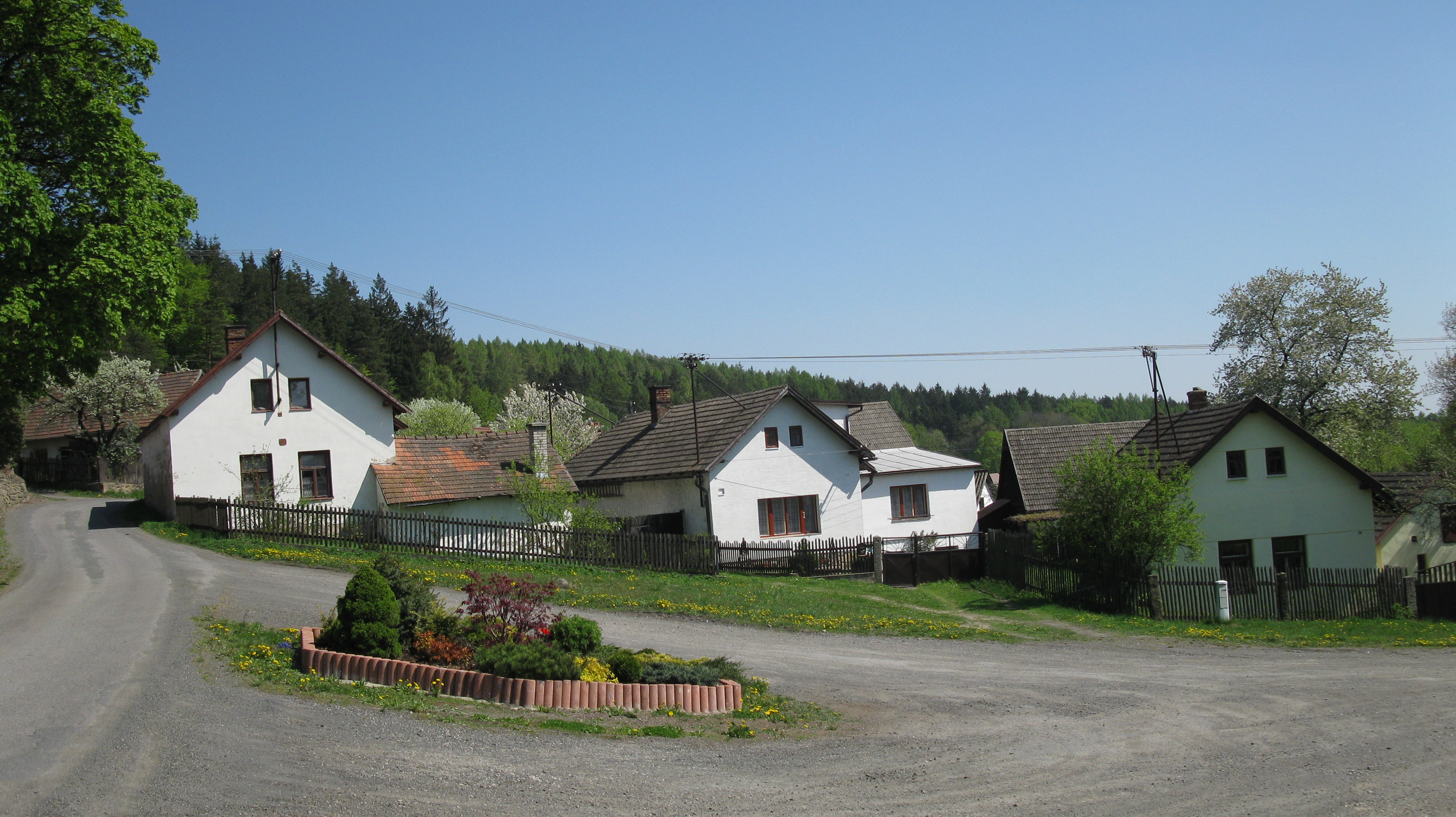
Benetice

Benetice est un hameau et un quartier de la ville Světlá nad Sázavou, dans le district de Jihlava, en République tchèque.
À Benetice, existait autrefois une verrerie. À présent, elle a disparu, mais on a nommé quelques places d'après elle, par exemple "na sušírnách" (aux sécheries) ou "sklárenský rybník" (l’étang verrier). Il y a aussi la maison de repos, celle-ci était le camp des "pionniers" et elle était visitée par les pionniers des pays divers, surtout de Hongrie, de Pologne et d‘Allemagne.
Benetice a son comité (de hameau) composé de trois membres.
Sur la petite place de Benetice un tilleul a été planté en l’année 1945.
On a une superbe vue de Benetice du château fort Lipnice, où se déroule régulièrement à la fin de juillet et au début de l‘août le rassemblement des Velorexs.

## Galerie

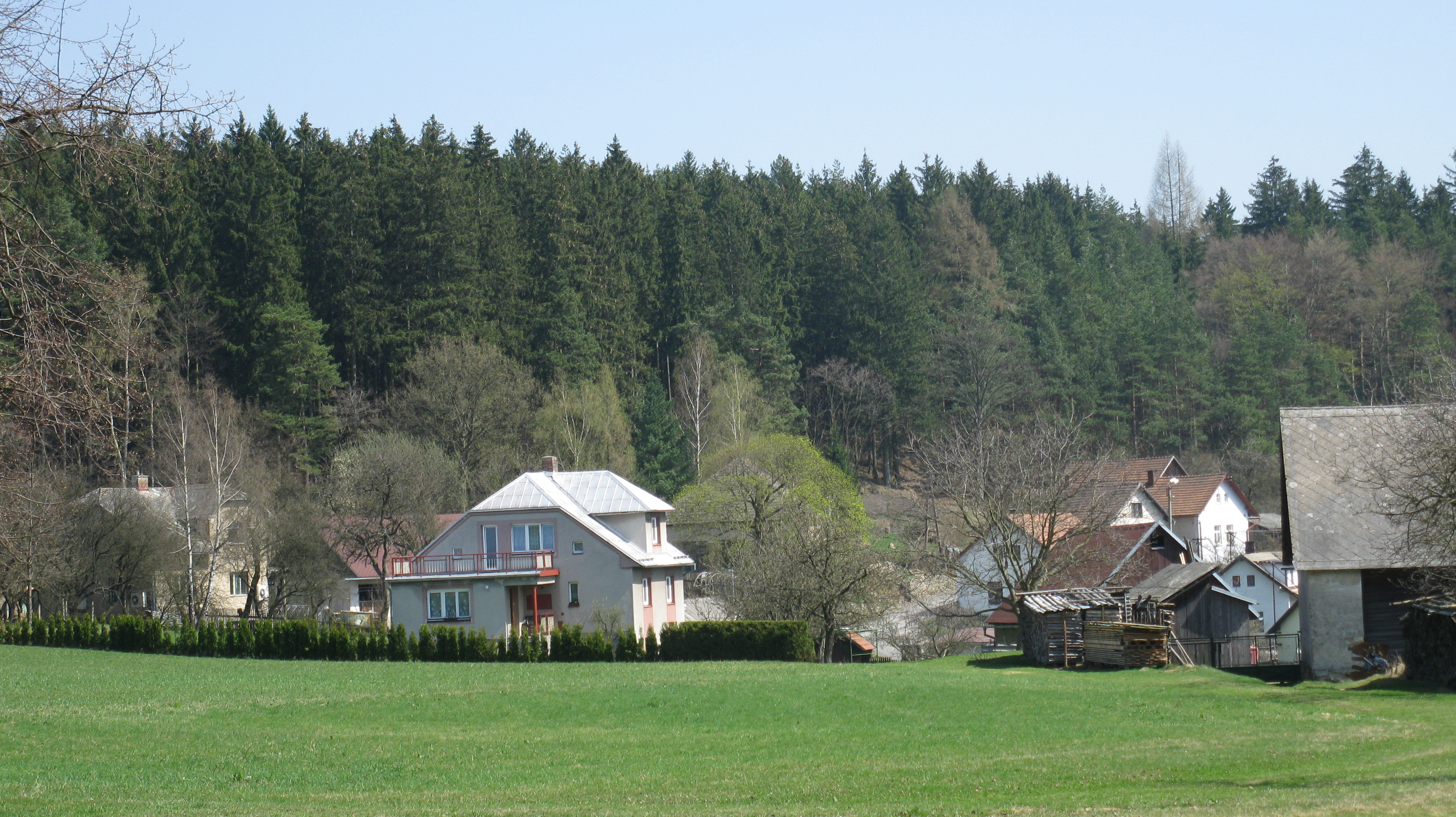
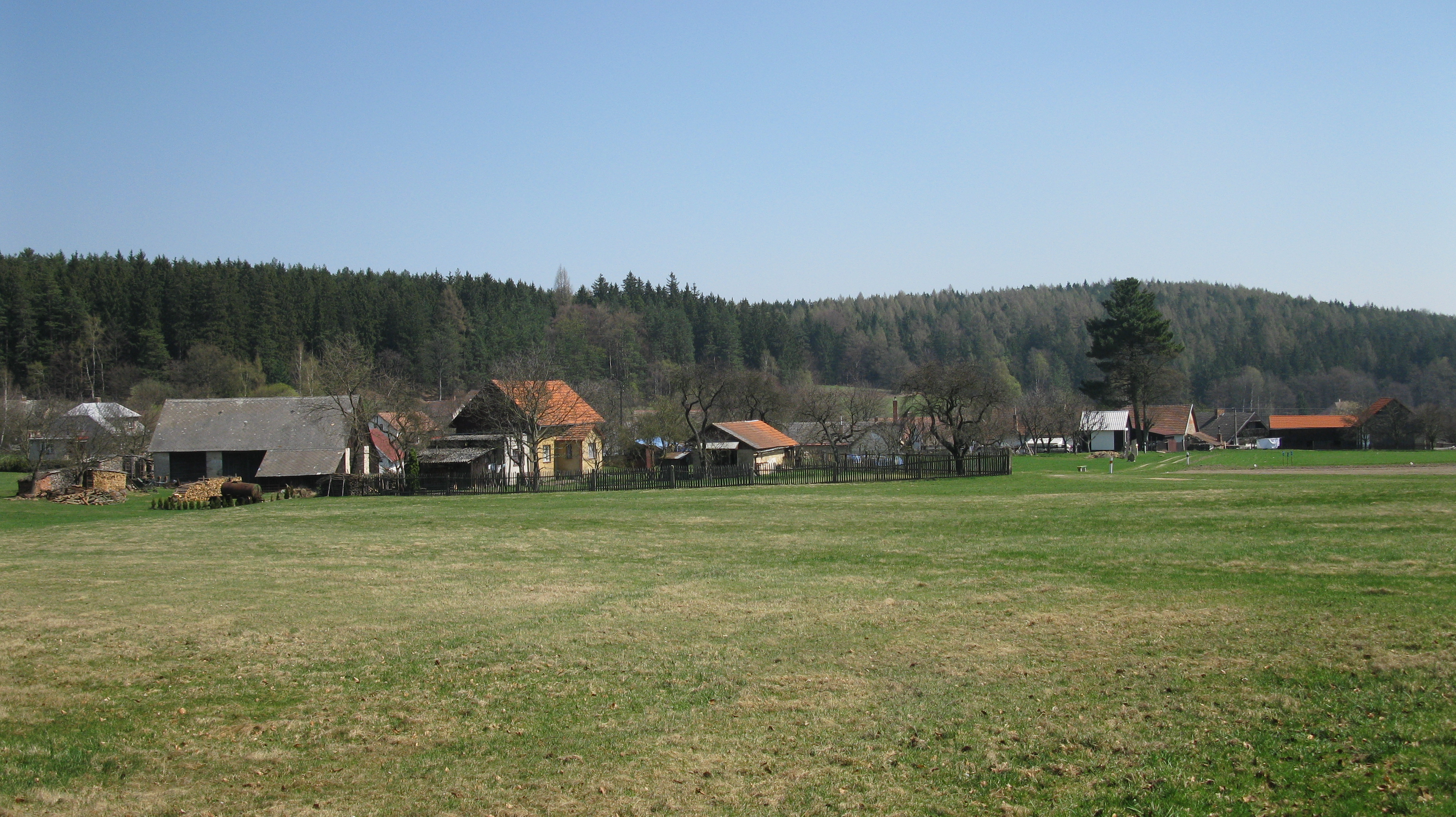
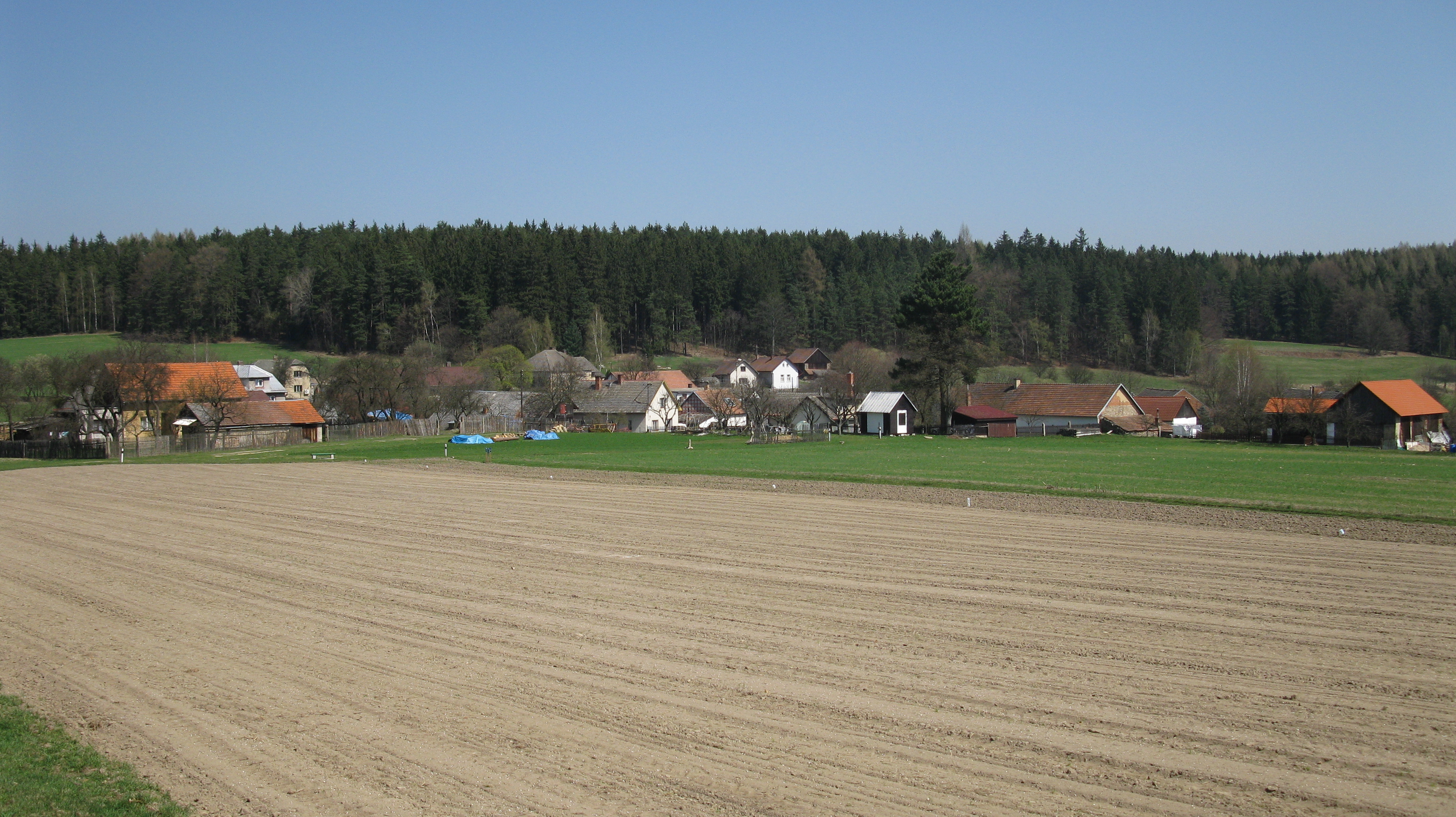
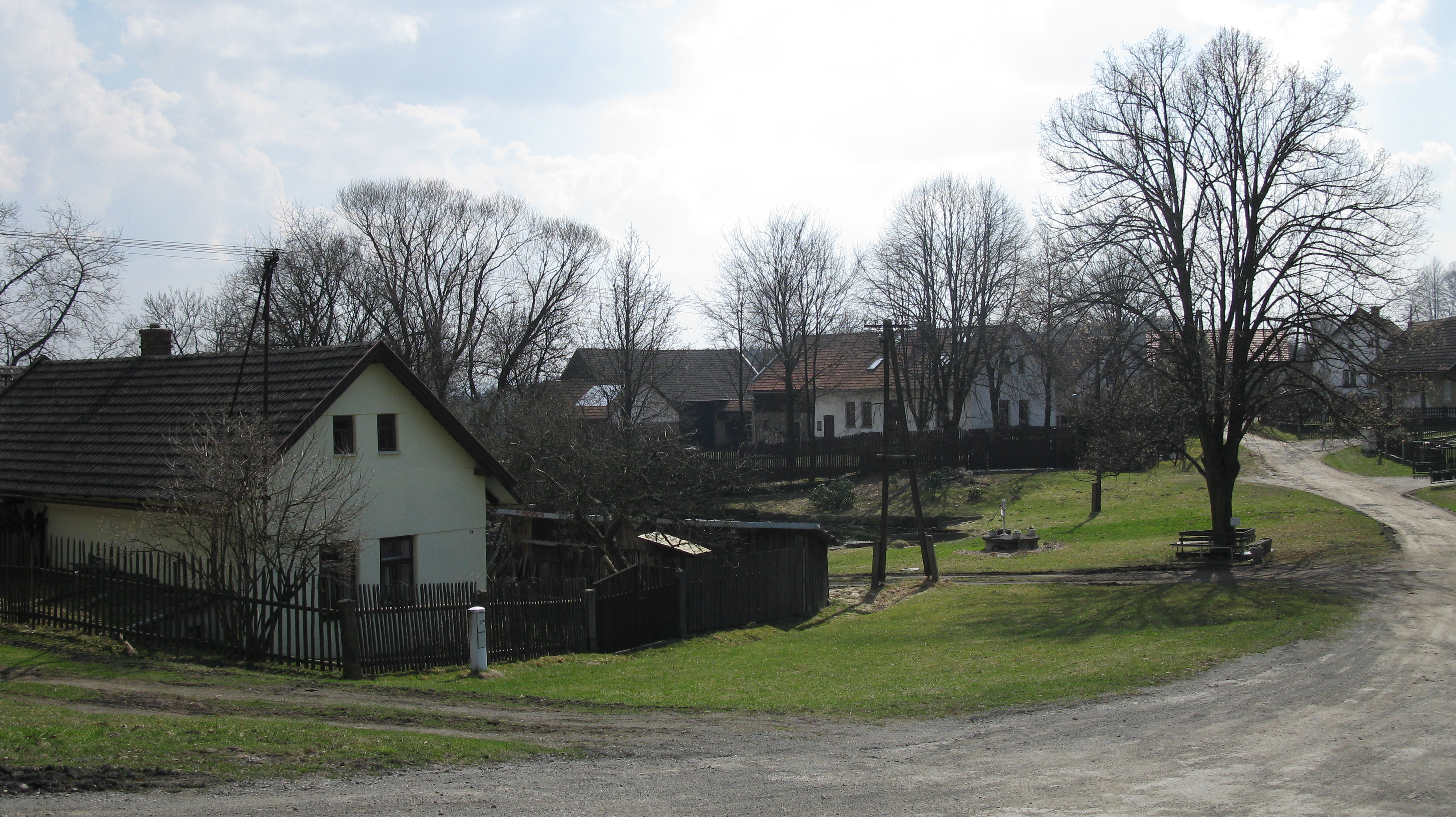
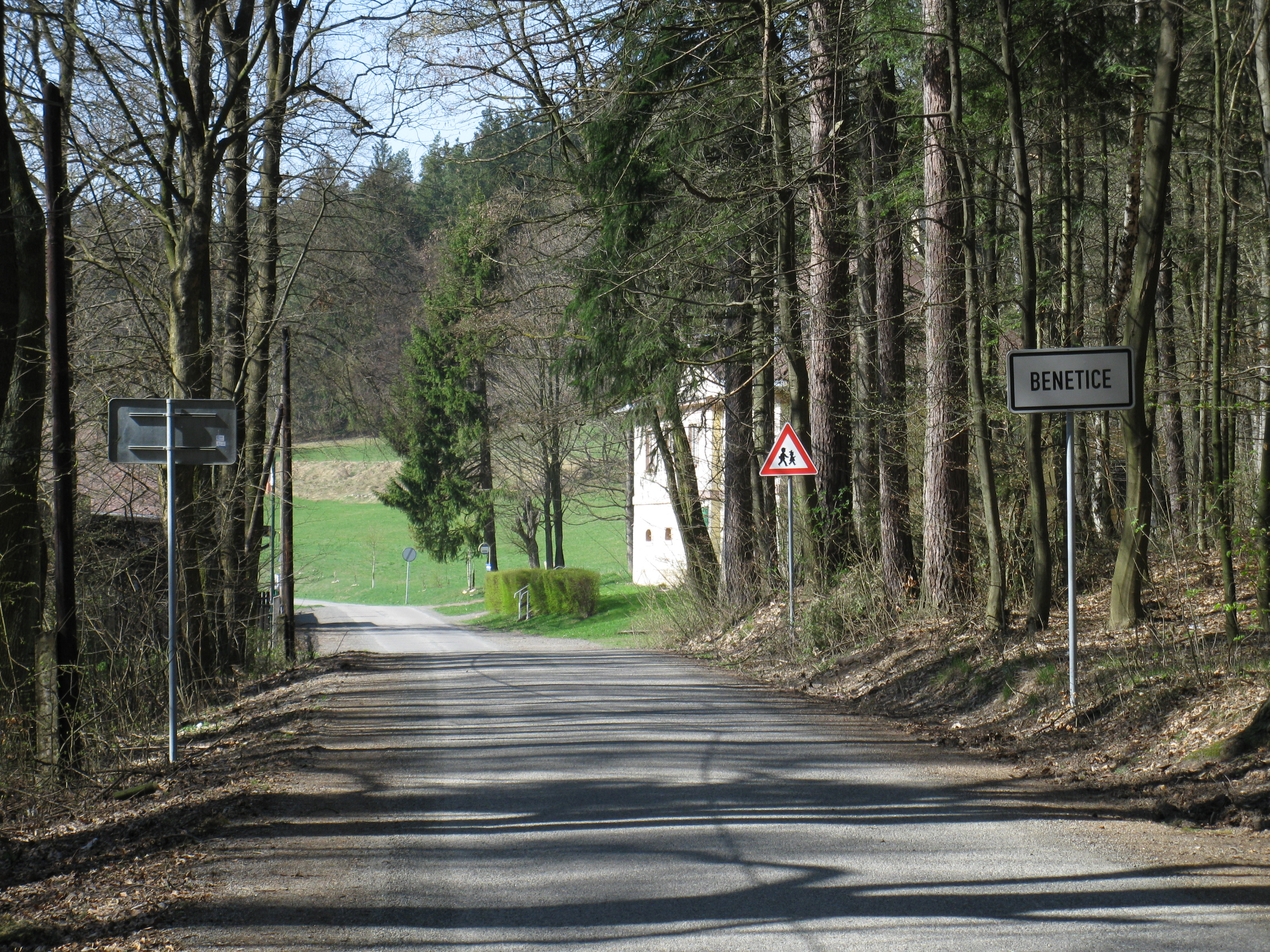
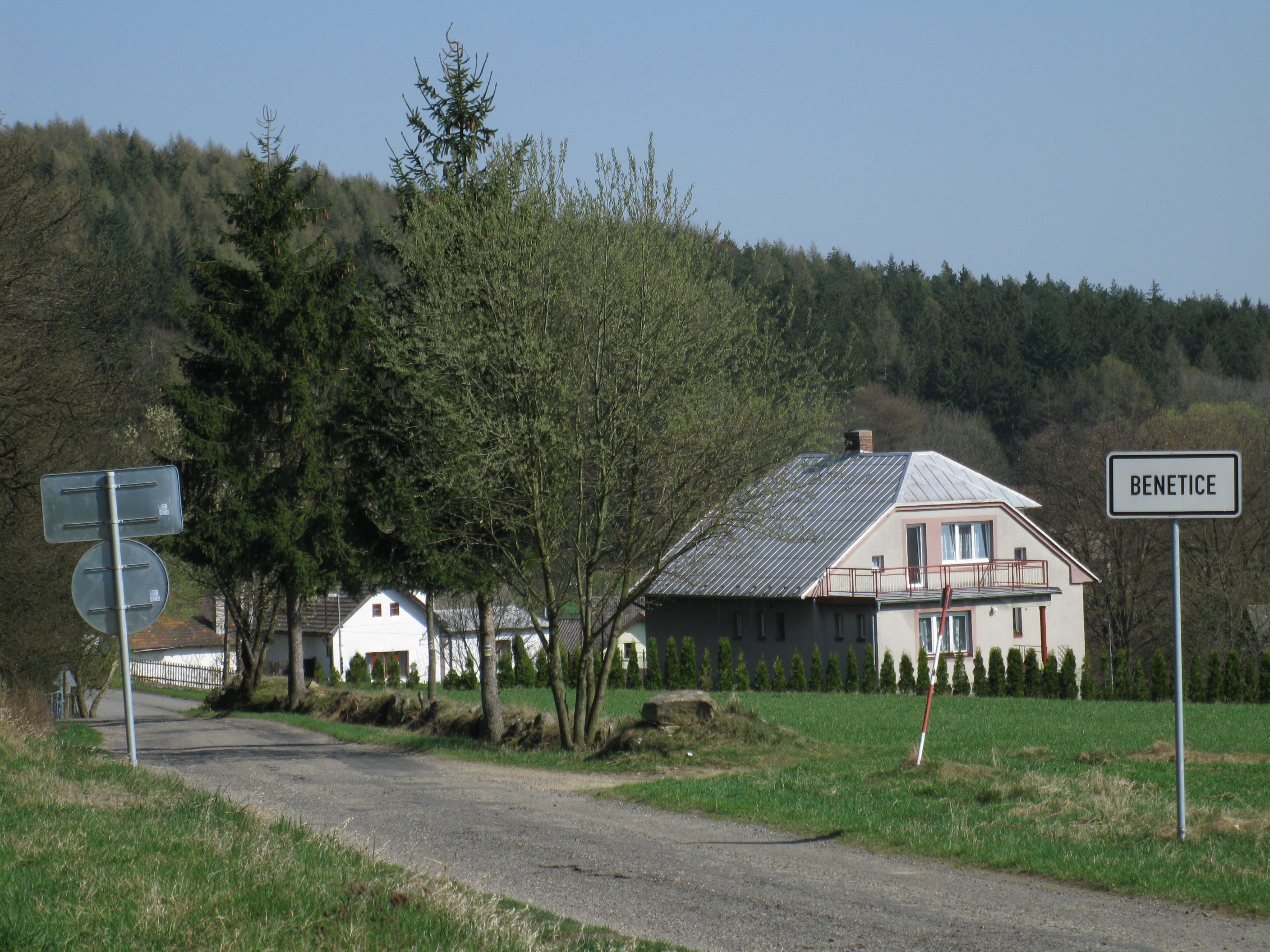
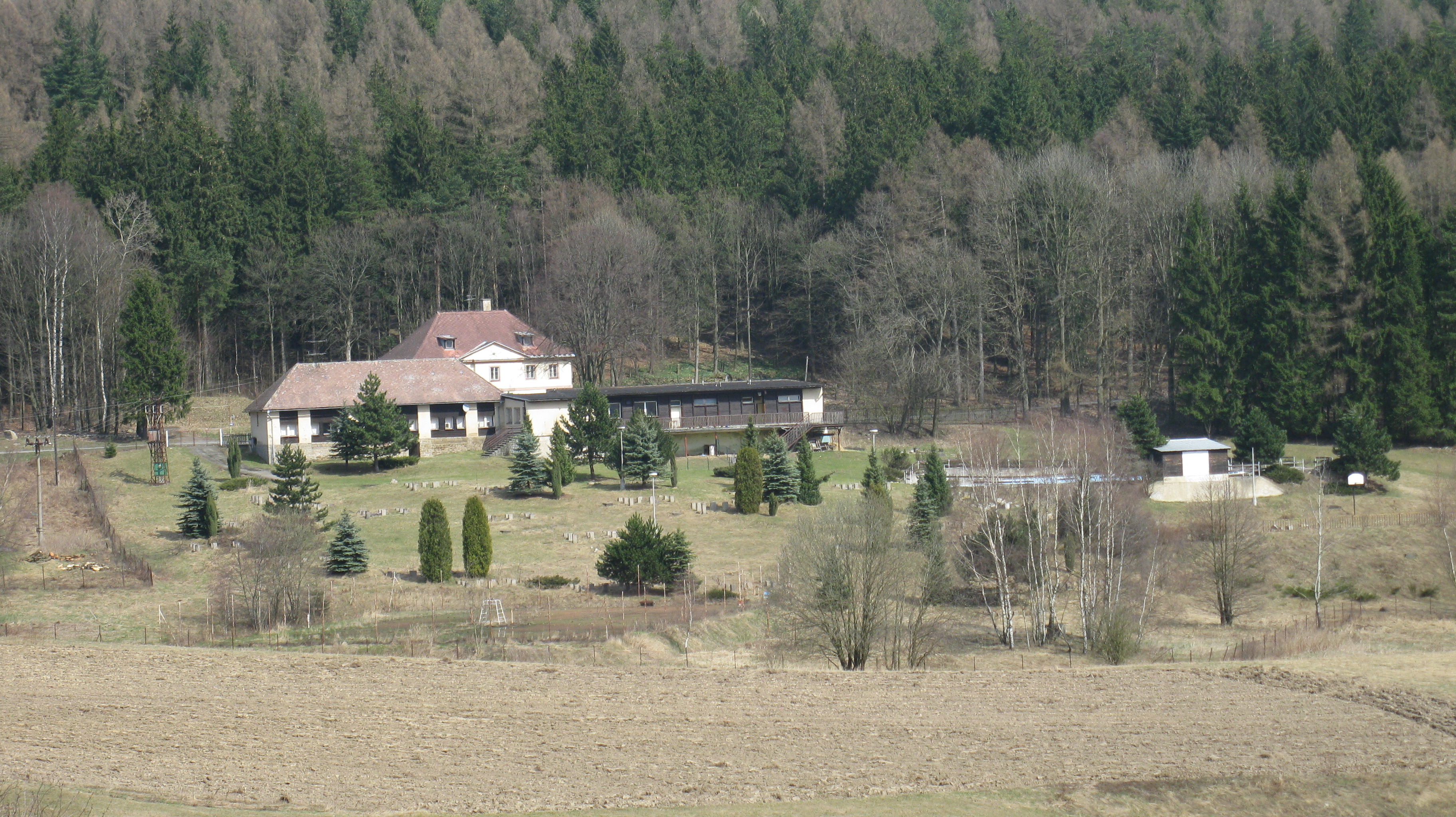
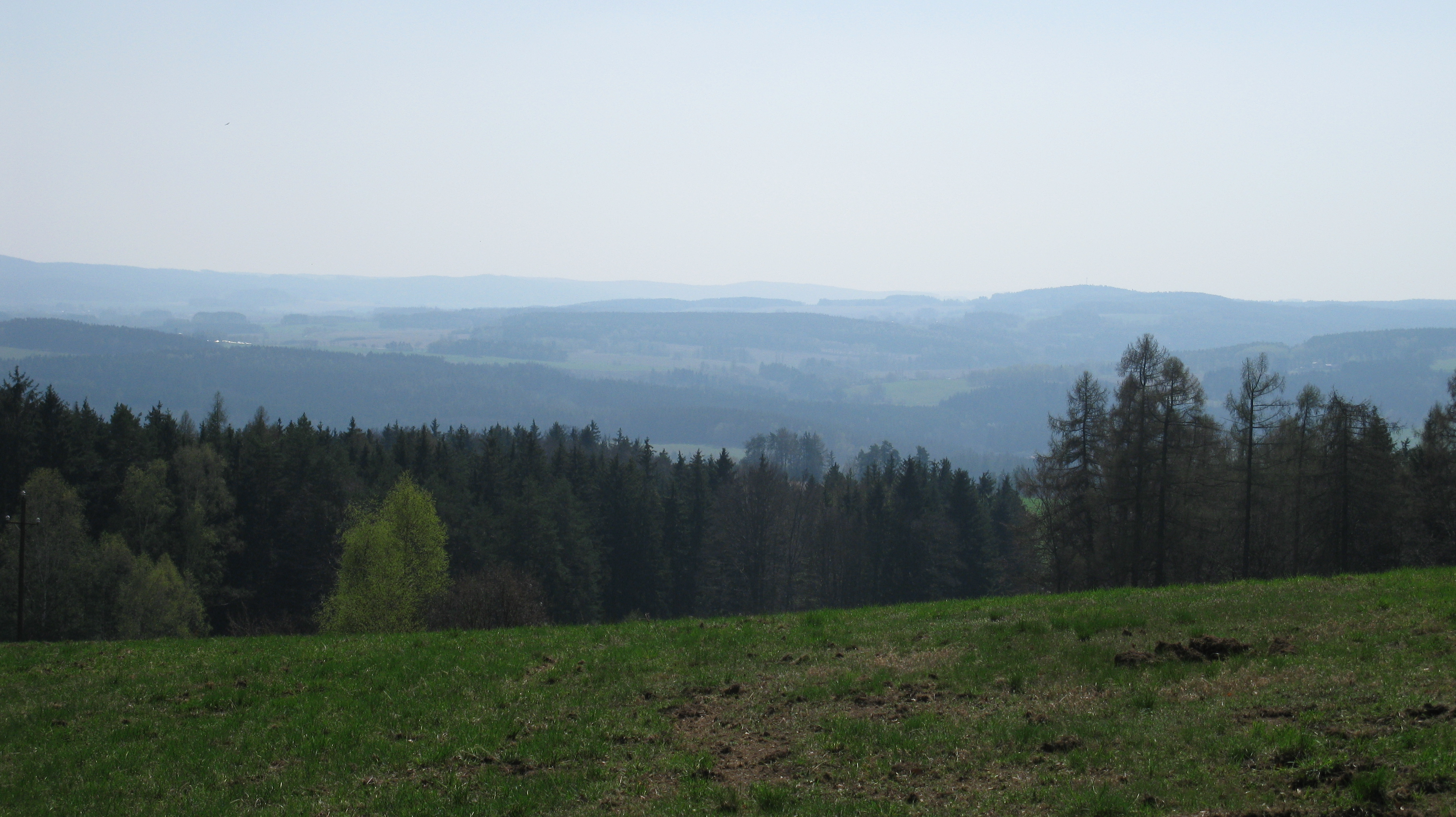